# Katedralen i Liverpool
Katedralen i Liverpool (officiellt Cathedral Church of Christ in Liverpool) är en anglikansk katedral i Liverpool i Storbritannien. Den ligger centralt i staden. Katedralen är säte för Liverpools biskop och är världens största anglikanska katedral.
Katedralen byggdes mellan 1904 och 1978. Den är den andra katedralen som byggts i England efter reformationen. George Gilbert Scott (katolik) var arkitekt efter att hans bidrag vunnit bland över 100 tävlande. Han gjorde 1910 relativt stora förändringar i designen av de delar av byggnaden som ännu inte hunnit byggas. 
Katedralen blev konsekrerad 1924, men det dröjde till 1940 innan den började användas regelbundet. Det stora tornet blev färdigt 1942, medan det kom att dröja till 1978 innan hela byggnaden blev färdig, till följd av andra världskriget och inflation.

## Great George
Den stora klockan Great George (”Stora Georg-klockan”) i katedralen väger 15,01 ton (33 098 skålpund) eller 14,5 engelska long tons (14,7 ton). Den har slagtonen ciss och göts 1940 av klockgjuteriet Taylor. Enligt inskription på klockan är den daterad till 1937, men den göts egentligen 23 juli 1940. Den hänger i mitten av klockkammaren i katedralens höga mittorn mitt i en engelsk klockring som består av tolv klockor. Klockan är namngiven efter kung Georg V av Storbritannien.

## Artikelursprung
Den här artikeln är helt eller delvis baserad på material från engelskspråkiga Wikipedia, Liverpool Cathedral, 4 februari 2006.